# Megalosporaceae
Megalosporaceae es una familia de hongos, cuyas especies están mayormente liquenizadas y corresponden a la clase  Lecanoromycetes. La mayoría de las especies poseen una distribución amplia. La familia contiene tres géneros  (Megaloblastenia, Megalospora, y Sipmaniella), y 38 especies.